# 福克兰群岛总督

福克蘭群島總督旗

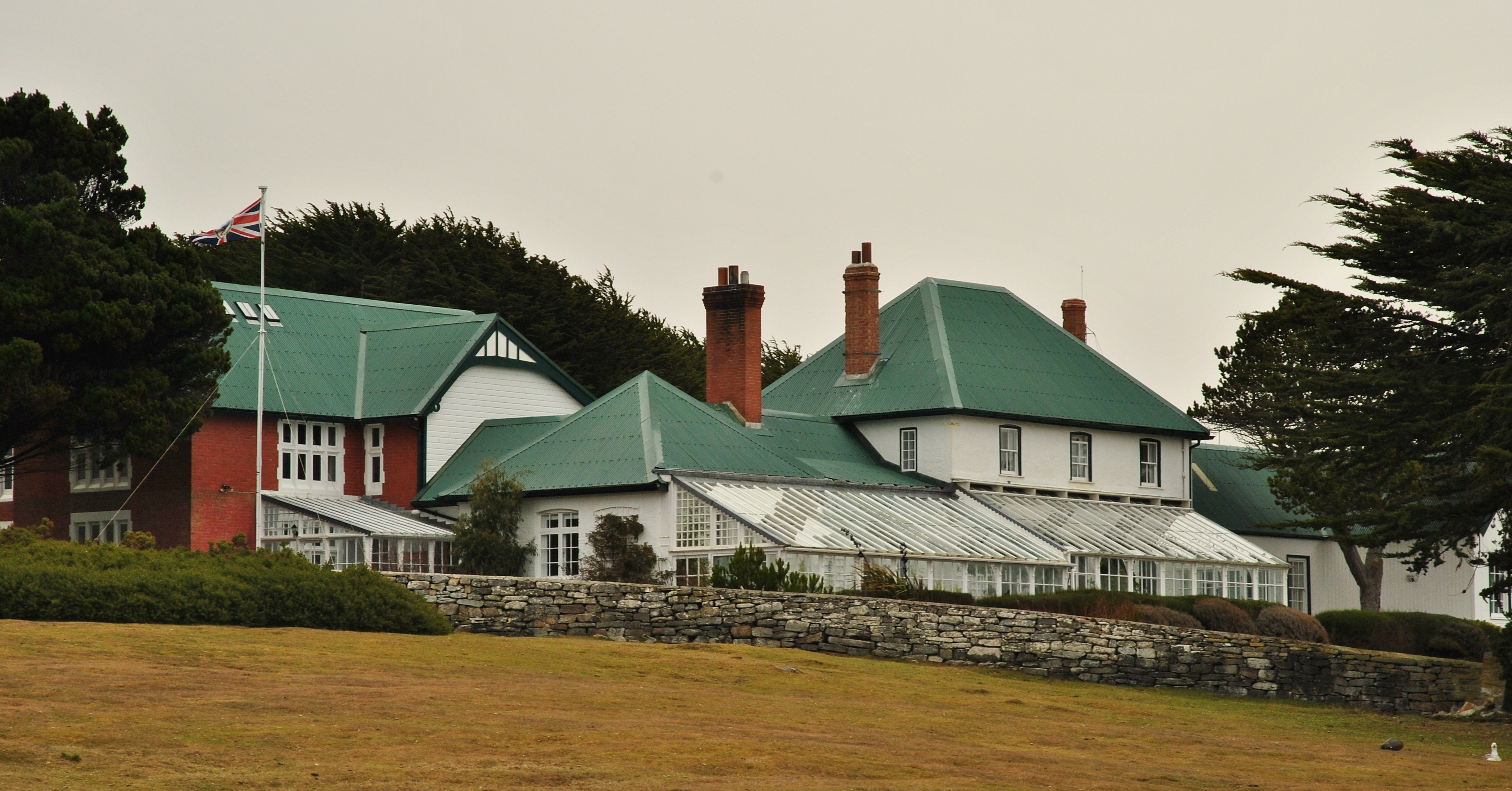
福克兰群岛总督府

福克兰群岛总督（英語：Governor of the Falkland Islands），是英国君主在福克兰群岛（马尔维纳斯群岛）的代表，在英国君主缺位时代行国家元首职能。他也兼任南乔治亚和南桑威奇群岛专员。福克兰群岛总督的角色与权力由福克兰群岛宪法第2章所规定。福克兰群岛总督在斯坦利港的福克兰群岛总督府办公。現任總督是艾莉森·布萊克。